# Húrin
Húrin zvaný Thalion (Stálý) je válečník ze Středozemě, který se objevuje v knihách Silmarillion, Nedokončené příběhy a Húrinovy děti od J. R. R. Tolkiena. 

## Život

### Mládí
Húrin se narodil v r. 441 Prvního věku jako syn Galdora, pána Dor-lóminu a Hareth z Halethina lidu. Spolu se svým mladším bratrem Huorem se v mládí ztratili v pustině, odkud je zachránili orli a odnesli je do Skrytého města Gondolinu elfího krále Turgona. Podle Turgonova zákona nesměl město nikdo opustit, aby nebylo zrazeno Temnému pánu Morgothovi, avšak po roce pobytu Húrin s Huorem Turgona přesvědčili a zavázali se přísahou, že Gondolin nikdy neprozradí. 
O jejich tajemném dobrodružství se ovšem dozvěděli špehové Temného pána, a Morgoth proto velmi usiloval o dopadení alespoň jednoho z bratrů, aby zjistil polohu Gondolinu. 

### Vládce Dor-Lóminu
Několik let po Bitvě náhlého plamene Galdor padl a Húrin se ujal vlády nad svým lidem, ač mu bylo teprve 21 let.
Oženil se s Morwen Edhelwen z Bëorova rodu, která byla považována za nejkrásnější smrtelnou ženu ve Středozemi. Měl s ní syna Túrina a dceru Urwen, která zahynula již v dětském věku na mor Temného pána. Po její smrti se tak Húrinovo nepřátelství vůči Morgothovi ještě zvýšilo, a tak když elfí král Fingon sháněl spojence pro Maedhrosovu unii ve válce proti Morgothovi, Húrin se k nim se svými muži připojil. Když viděl mocná elfí vojska, nevěřil, že by mohla být poražena. Když odešel do bitvy, Morwen byla těhotná a po Húrinově odchodu porodila dceru Nienor. 

### Zajetí
V bitvě Nespočetných slz byla elfí vojska poražena kvůli Morgothovým drakům, vedeným Glaurungem, a také zradou některých mužů. Húrin a Huor se svým vojskem však bojovali statečně a do posledního muže kryli ústup gondolinského krále Turgona, který se do bitvy rovněž zapojil. Huor padl, zastřelen skřetím šípem, a Húrin nakonec bojoval sám. Dokázal pobít sedmdesát skřetů, než jej přemohl Gothmog, Pán balrogů, spoutal jej a odvedl do Morgothovi pevnosti.
Temný pán se mnohým mučením snažil od Húrina zjistit polohu Gondolinu, Húrin se však nedal zlomit a Morgothovi se vysmíval. Morgoth se nakonec rozzuřil a rozhodl se pomstít na Húrinově rodině a proklel celý jeho rod. Samotného Húrina spoutal kouzlem a posadil jej na vrchol hory, odkud mohl Morgothovou mocí vidět a slyšet, co se děje s jeho blízkými – do vidin však byly přimíchány Morgothovy lži.
Tak mohl Húrin vidět, jak jeho syna Túrina i přes hrdinské činy stále stíhá neštěstí. Túrin zabil svého nejlepšího přítele Belega Lučištníka, způsobil zkázu opevněného města Nargothrondu a do své říše Dor-lóminu přinesl jen neštěstí. Nakonec se vlivem kouzel draka Glaurunga oženil s vlastní sestrou a když zjistil svůj omyl, on i Nienor spáchali sebevraždu. 

### Propuštění
Poté, po 28 letech věznění, Morgoth Húrina propustil – avšak se zlým záměrem, protože jej nechal tajně špehovat. Z Húrina se stal stařec, s dlouhými bílými vlasy a vousy. Cítil se znaven světem, a proto zatoužil dožít svůj život v Gondolinu. Nedokázal však najít cestu, ale přesto Morgothovým špehům nedopatřením ukázal přibližnou polohu Skrytého města. 
Pak se vypravil k hrobu svých dětí na břehu řeky Taeglin, kde se naposledy setkal s Morwen. Z této kdysi krásné ženy se vlivem útrap stala stařena na konci sil. Se západem slunce zemřela a Húrin vytesal její jméno na náhrobek ke jménům svých dětí. Říká se, že tento náhrobek nebyl zaplaven mořem ani poté, co byl svět změněn, a nachází se v moři jako osamocený útes.
Potom doputoval do trosek Nargothrondu, dosud čpícího výpary draka Glaurnuga, jehož zabil Húrinův syn Túrin. Našel tam opuštěný dračí poklad, protože se k městu jen málokdo odvážil přiblížit. Ve zlatě se však přehraboval starý trpaslík Mîm, který kdysi Túrina zradil. Proto nad ním Húrin neměl slitování a Mîma zavraždil. Mîm však před smrtí proklel celý nargothrondský poklad. Húrin si z pokladu vzal pouze jedinou věc, Nauglamír, trpasličí náhrdelník nedozírné ceny. 

### Húrinova smrt
Húrin se vypravil do Doriathu, kde vyslovil svůj hněv králi Thingolovi – Thingol byl vychovatelem Túrina v jeho mládí a Túrin poté opustil Doriath ve zlém. Húrin se vinou Morgothových lží domníval, že hlavní podíl nese právě Thingol. Teprve v Doriathu pochopil, že byl Morgothem oklamán, omluvou věnoval králi Nauglamír a odešel. 
Jeho konec není znám, ale soudí se, že došel až na okraj moře a jako zlomený muž se vrhl do hlubin. Tak skončil Húrin, který byl považován za největšího lidského válečníka. 